# 4999 MPC
4999 MPC је астероид главног астероидног појаса чија средња удаљеност од Сунца износи 3,013 астрономских јединица (АЈ).
Апсолутна магнитуда астероида је 12,0.